# Kirk Baptiste
Kirk Baptiste (ur. 20 czerwca 1962 w Beaumont, zm. 24 marca 2022 w Houston) – amerykański lekkoatleta, sprinter, wicemistrz olimpijski z Los Angeles z 1984 roku.
Specjalizował się w biegu na 200 metrów. Na igrzyskach olimpijskich w 1984 w Los Angeles zdobył srebrny medal w tej konkurencji, za swym rodakiem Carlem Lewisem, a przed innym Amerykaninem Thomasem Jeffersonem. Zwyciężył w sztafecie 4 × 100 metrów, zajął 4. miejsce w biegu na 100 metrów i został zdyskwalifikowany za przekroczenie toru na 200 metrów (przekroczył linię mety jako pierwszy) w zawodach pucharu świata w 1985 w Canberze. Zajął 2. miejsce w biegu na 200 metrów w finale Grand Prix IAAF w 1985 w Rzymie.
Na halowych mistrzostwach świata w 1987 w Indianapolis zwyciężył w biegu na 200 metrów, wyprzedzając Bruno Marie-Rose z Francji i Robsona da Silvę z Brazylii.
18 sierpnia 1984 w Londynie ustanowił rekord świata na nietypowym dystansie 300 metrów wynikiem 31,70 s, który przetrwał do 1990 (poprawił go Roberto Hernández).
W 1985 został mistrzem Stanów Zjednoczonych w biegach na 100 metrów i na 200 metrów. W 1984 i 1985 był akademickim mistrzem USA (NCAA) w biegu na 200 metrów.
Jego rekord życiowy w biegu na 200 metrów wynosił 19,96 s (z 1984).